# Multiplex (DC Comics)
Multiplex, il cui vero nome è Danton Black, è un supercriminale dei fumetti DC Comics.

## Storia
Danton Black era uno scienziato che lavorava alle dipendenze del professor Martin Stein. Un giorno cercò di rubare dei progetti su una centrale nucleare realizzati da Stein, ma quest'ultimo lo scoprì e lo licenziò. L'uomo, furioso, disse alle autorità che i progetti li aveva realizzati lui e che Stein glieli aveva rubati. Dato che la polizia non gli credette, decise di introdursi nella centrale nucleare realizzata da Stein per ottenere prove per incastrarlo. Quando gli eco-terroristi danneggiarono la centrale nucleare e fecero esplodere il reattore, Stein e il giovane Ronnie Raymond si fusero in Firestorm, mentre Danton ottenne il potere di creare cloni di sé stesso. Rinominatosi Multiplex, si diede al crimine, ma fu sconfitto da Firestorm ed arrestato. In seguito accettò l'offerta di Amanda Waller di partecipare alla Suicide Squad in cambio della libertà. La Waller mandò la squadra contro Firestorm, che intendeva distruggere le armi nucleari, ma durante la missione Black fu apparentemente ucciso dal Parassita.
Multiplex riapparve misteriosamente e si unì a Killer Frost nel tentativo di eliminare Firestorm una volta per tutte, fallendo nuovamente. Sebbene si pensasse inizialmente che il nuovo Black fosse un clone, Amanda Waller dichiarò che si trattava dell'originale.

## Poteri e abilità
Danton Black possiede la capacità di creare cloni di sé stesso potenzialmente illimitati. Ha inoltre forza e resistenza maggiore di quella di un umano, riuscendo a resistere ai mortali poteri del Parassita.

## In altri media
Danton Black/Multiplex appare nella serie televisiva The Flash, in cui è un ex-scienziato deciso ad usare i suoi poteri per uccidere l'industriale Simon Stagg, che gli ha sottratto la sua ricerche di clonazione e lo ha licenziato. Nella serie, oltre a creare cloni di sé stesso, possiede un fattore rigenerante, potendo ricreare parti del suo corpo.